# Рил Даунс
Рил Даунс (енгл. Riele Downs; Торонто, 8. јул 2001) је канадска глумица. Најпознатија је по улози Шарлот у Никелодионовој серији Хенри Опасност, и по својој улози Фаих у филму из 2013. године The Best Man Holiday.

## Каријера
Даунс је започела своју глумачку каријеру када је имала три године у својој улози Амелије Меркер у филму Four Brothers. Појавила се и у A Russell Peters Christmas Special у 2013. години. У 2014. години, појавила се у телевизијским филмовима Fir Crazy и The Gabby Douglas Story.
У 2014. години, Рил је добила своју најзначајнију улогу до тад у Никелодионовој серији Хенри Опасност, играјући Шарлот, најбољу другарицу главног лика Хенрија. У 2017. години, Рил је заједно са Лизи Грин играла главну улогу у филму Смањен Божић.

## Филмографија
| Година | Назив                             | Улога          | Напомена |
| ------ | --------------------------------- | -------------- | -------- |
| 2005   | Four Brothers                     | Амелија Меркер |          |
| 2013   | The Best Man Holiday              | Фаих           |          |
| 2014   | Ruby Skye P.I.: The Maltese Puppy | Кет            |          |

| Година    | Назив                                      | Улога                  | Напомена              |
| --------- | ------------------------------------------ | ---------------------- | --------------------- |
| 2008      | ReGenesis                                  | Џамила Томсон          | 1 епизода             |
| 2009      | 'Da Kink in My Hair                        | Шони                   | 1 епизода             |
| 2010      | Rookie Blue                                | Мала девојчица         | 1 епизода             |
| 2010      | Made... The Movie                          | Карина                 | ТВ филм               |
| 2010      | Peep and the Big Wide World                | Беба Ант, Зец 2, Зец 5 | 2 епизоде             |
| 2014      | The Gabby Douglas Story                    | Аријела                | ТВ филм               |
| 2014–2018 | Хенри Опасност                             | Шарлот                 | Главна улога          |
| 2015      | Nickelodeon's Ho Ho Holiday Special        | Шелиа                  | ТВ специјал           |
| 2017      | Nickelodeon's Not So Valentine Special     | Рил/Ванеса             | ТВ специјал           |
| 2017      | Nickelodeon's Sizzling Summer Camp Special | Деил                   | ТВ специјал           |
| 2017      | Смањен Божић                               | Ема                    | ТВ филм               |
| 2018      | Авантуре Кида Опасност                     | Шарлот                 | Главна гласовна улога |